# Supercoppa di Svezia (calcio femminile)
La Supercupen damer, indicata più semplicemente Supercupen se non per distinguerla dall'analogo trofeo maschile, è stata una competizione calcistica organizzata dalla Federazione calcistica della Svezia (Svenska Fotbollförbundet - SvFF) riservata ai club di calcio femminile in cui si affrontano in una gara unica le campionesse di Svezia, cioè la squadra vincitrice del Damallsvenskan, e la formazione vincitrice della Svenska Cupen damer, la Coppa di Svezia di categoria. Come la corrispondente maschile, la competizione è stata soppressa dalla federazione svedese nel 2016.
Il trofeo, istituito come per il maschile nel 2007, è stato vinto per quattro volte dall'FC Rosengård: nel 2011 e nel 2012 con la precedente denominazione Lait de Beauté Football Club Malmö, mentre nel 2015 e 2016 come FC Rosengård.

## Albo d'oro
| Anno | Vincitore Damallsvenskan | Risultato             | Sfidante             | Stadio                  | Città      | Spettatori |
| ---- | ------------------------ | --------------------- | -------------------- | ----------------------- | ---------- | ---------- |
| 2007 | Umeå IK                  | 3 - 1                 | Linköping            | Norrköpings Idrottspark | Norrköping | 573        |
| 2008 | Umeå IK                  | 3 - 0                 | Djurgården           | Gammliavallen           | Umeå       | 377        |
| 2009 | Umeå IK                  | 0 - 1                 | Linköping            | Gammliavallen           | Umeå       | ?          |
| 2010 | Linköping                | 2 - 0                 | Umeå IK              | Norrköpings Idrottspark | Norrköping | 146        |
| 2011 | LdB Malmö                | 2 - 1                 | KIF Örebro           | Malmö Idrottsplats      | Malmö      | 354        |
| 2012 | LdB Malmö                | 2 - 1                 | Kopparbergs/Göteborg | Malmö Idrottsplats      | Malmö      | 311        |
| 2013 | Tyresö FF                | 2 - 2 (dts) (2-4 dtr) | Kopparbergs/Göteborg | Tyresövallen            | Tyresö     | 439        |
| 2014 | -                        | non giocata           | -                    | -                       | -          | -          |
| 2015 | Rosengård                | 1 - 0                 | Linköping            | Malmö Idrottsplats      | Malmö      | 334        |
| 2016 | Rosengård                | 2 - 1                 | Linköping            | Malmö Idrottsplats      | Malmö      | ?          |

## Record

### Vittorie per club
| Club                 | Vittorie | Annate                 | Edizioni perse |
| -------------------- | -------- | ---------------------- | -------------- |
| Rosengård            | 4        | 2011, 2012, 2015, 2016 |                |
| Linköping            | 2        | 2009, 2010             | 2016           |
| Umeå IK              | 2        | 2007, 2008             | 2009, 2010     |
| Kopparbergs/Göteborg | 1        | 2013                   | 2012           |
| Djurgården           | 0        |                        | 2008           |
| KIF Örebro           | 0        |                        | 2011           |
| Tyresö FF            | 0        |                        | 2013           |